# シーティーエス (長野県)
株式会社シーティーエスは、長野県上田市に本社を置き、建設ICTを専門とする日本の企業。

## 概要
建設現場向けのITインフラ、測量計測機器及び情報化施工関連商品のレンタル・販売を展開している。

## 沿革
- 1972年4月11日 - 有限会社中部測機創業
- 1990年11月20日 - 株式会社中部測機設立
- 1998年4月 - 社名を株式会社中部に変更
- 2000年4月 - 現社名に変更
- 2002年3月 - 株式を店頭公開（現在のJASDAQ）
- 2014年11月 - 東京証券取引所第二部に市場変更
- 2015年8月 - 東京証券取引所第一部に指定
- 2022年4月 - 東京証券取引所プライム市場指定